# Rigadin avale son ocarina
Pour plus de détails, voir Fiche technique et Distribution.
Rigadin avale son ocarina est un film muet français réalisé par Georges Monca, sorti en 1912.

## Fiche technique
- Titre : Rigadin avale son ocarina
- Réalisation : Georges Monca
- Scénario : Georges Monca
- Photographie :
- Montage :
- Société de production : Pathé Frères
- Société de distribution : Pathé Frères
- Pays d'origine :  France
- Langue : film muet avec les intertitres en français
- Métrage : 170 mètres
- Format : Noir et blanc — 35 mm — 1,33:1 — Muet
- Genre : Comédie
- Durée : 5 minutes et 40 secondes
- N° de catalogue Pathé : 4899
- Dates de sortie : 
  - France : 22 mars 1912

## Distribution
- Charles Prince : Rigadin
- Germaine Reuver : Germaine Laflûte